# Benedict Chepeshi
Benedict Chepeshi (Ndola, 10 giugno 1996) è un calciatore zambiano, difensore del Red Arrows e della Nazionale di calcio dello Zambia.

## Carriera

### Club
Ha giocato nella prima divisione zambiana.

### Nazionale
Ha debuttato con la nazionale dello Zambia il 6 settembre 2015, nella partita vinta 2-1 contro il Kenya, valida per le qualificazioni alla Coppa d'Africa 2017.
Nel 2023 ha partecipato alla Coppa d'Africa.

## Statistiche

### Cronologia presenze e reti in nazionale
| Cronologia completa delle presenze e delle reti in nazionale ― Zambia | Cronologia completa delle presenze e delle reti in nazionale ― Zambia | Cronologia completa delle presenze e delle reti in nazionale ― Zambia | Cronologia completa delle presenze e delle reti in nazionale ― Zambia | Cronologia completa delle presenze e delle reti in nazionale ― Zambia | Cronologia completa delle presenze e delle reti in nazionale ― Zambia | Cronologia completa delle presenze e delle reti in nazionale ― Zambia | Cronologia completa delle presenze e delle reti in nazionale ― Zambia |
| Data                                                                  | Città                                                                 | In casa                                                               | Risultato                                                             | Ospiti                                                                | Competizione                                                          | Reti                                                                  | Note                                                                  |
| --------------------------------------------------------------------- | --------------------------------------------------------------------- | --------------------------------------------------------------------- | --------------------------------------------------------------------- | --------------------------------------------------------------------- | --------------------------------------------------------------------- | --------------------------------------------------------------------- | --------------------------------------------------------------------- |
| 4-7-2015                                                              | Lusaka                                                                | Zambia                                                                | 1 – 2                                                                 | Namibia                                                               | Qual. CHAN 2016                                                       | -                                                                     |                                                                       |
| 6-9-2015                                                              | Nairobi                                                               | Kenya                                                                 | 1 – 2                                                                 | Zambia                                                                | Qual. Coppa d'Africa 2017                                             | -                                                                     |                                                                       |
| 8-9-2015                                                              | Lusaka                                                                | Zambia                                                                | 1 – 1                                                                 | Gabon                                                                 | Amichevole                                                            | -                                                                     |                                                                       |
| 11-10-2015                                                            | Abu Dhabi                                                             | Egitto                                                                | 3 – 0                                                                 | Zambia                                                                | Amichevole                                                            | -                                                                     |                                                                       |
| 17-10-2015                                                            | Ndola                                                                 | Zambia                                                                | 3 – 0                                                                 | Mozambico                                                             | Qual. CHAN 2016                                                       | -                                                                     | 38’                                                                   |
| 6-11-2015                                                             | Lusaka                                                                | Zambia                                                                | 0 – 3                                                                 | RD del Congo                                                          | Amichevole                                                            | -                                                                     | 68’                                                                   |
| 7-11-2015                                                             | Luanda                                                                | Zambia                                                                | 0 – 0 (3 – 4 dtr)                                                     | Namibia                                                               | Amichevole                                                            | -                                                                     |                                                                       |
| 15-11-2015                                                            | Ndola                                                                 | Zambia                                                                | 2 – 0                                                                 | Sudan                                                                 | Qual. Mondiali 2018                                                   | -                                                                     |                                                                       |
| 7-10-2020                                                             | Lusaka                                                                | Zambia                                                                | 1 – 0                                                                 | Malawi                                                                | Amichevole                                                            | -                                                                     | 80’                                                                   |
| 22-10-2020                                                            | Addis Abeba                                                           | Etiopia                                                               | 2 – 3                                                                 | Zambia                                                                | Amichevole                                                            | -                                                                     | 80’                                                                   |
| 22-10-2020                                                            | Addis Abeba                                                           | Etiopia                                                               | 2 – 3                                                                 | Zambia                                                                | Amichevole                                                            | -                                                                     | 46’ 66’                                                               |
| 19-1-2021                                                             | Limbé                                                                 | Zambia                                                                | 2 – 0                                                                 | Tanzania                                                              | CHAN 2020 - 1º turno                                                  | -                                                                     |                                                                       |
| 31-1-2021                                                             | Douala                                                                | Marocco                                                               | 3 – 1                                                                 | Zambia                                                                | CHAN 2020 - Quarti di finale                                          | -                                                                     | 68’                                                                   |
| 29-3-2021                                                             | Harare                                                                | Zimbabwe                                                              | 0 – 2                                                                 | Zambia                                                                | Qual. Coppa d'Africa 2021                                             | -                                                                     |                                                                       |
| 5-6-2021                                                              | Dakar                                                                 | Senegal                                                               | 3 – 1                                                                 | Zambia                                                                | Amichevole                                                            | -                                                                     | 88’                                                                   |
| 8-6-2021                                                              | Cotonou                                                               | Benin                                                                 | 2 – 2                                                                 | Zambia                                                                | Amichevole                                                            | -                                                                     |                                                                       |
| 11-6-2021                                                             | Omdurman                                                              | Sudan                                                                 | 3 – 2                                                                 | Zambia                                                                | Amichevole                                                            | -                                                                     |                                                                       |
| 13-6-2021                                                             | Omdurman                                                              | Sudan                                                                 | 0 – 1                                                                 | Zambia                                                                | Amichevole                                                            | -                                                                     | 46’ 90+1’                                                             |
| 8-7-2021                                                              | Port Elizabeth                                                        | Zambia                                                                | 1 – 2                                                                 | Lesotho                                                               | CHAN 2020 - 1º turno                                                  | -                                                                     |                                                                       |
| 13-7-2021                                                             | Port Elizabeth                                                        | Zambia                                                                | 2 – 1                                                                 | Botswana                                                              | CHAN 2020 - 1º turno                                                  | -                                                                     | 89’                                                                   |
| 14-7-2021                                                             | Port Elizabeth                                                        | Sudafrica                                                             | 1 – 2                                                                 | Zambia                                                                | CHAN 2020 - 1º turno                                                  | -                                                                     |                                                                       |
| 3-9-2021                                                              | Nouakchott                                                            | Mauritania                                                            | 1 – 2                                                                 | Zambia                                                                | Qual. Mondiali 2022                                                   | -                                                                     |                                                                       |
| 7-9-2021                                                              | Lusaka                                                                | Zambia                                                                | 0 – 2                                                                 | Tunisia                                                               | Qual. Mondiali 2022                                                   | -                                                                     |                                                                       |
| 7-10-2021                                                             | Malabo                                                                | Guinea Equatoriale                                                    | 2 – 0                                                                 | Zambia                                                                | Qual. Mondiali 2022                                                   | -                                                                     |                                                                       |
| 10-10-2021                                                            | Lusaka                                                                | Zambia                                                                | 1 – 1                                                                 | Guinea Equatoriale                                                    | Qual. Mondiali 2022                                                   | -                                                                     |                                                                       |
| 13-11-2021                                                            | Lusaka                                                                | Zambia                                                                | 4 – 0                                                                 | Mauritania                                                            | Qual. Mondiali 2022                                                   | -                                                                     | 76’                                                                   |
| 18-3-2022                                                             | Baghdad                                                               | Iraq                                                                  | 3 – 1                                                                 | Zambia                                                                | Amichevole                                                            | -                                                                     | Cap. 70’                                                              |
| 12-7-2022                                                             | Umlazi                                                                | Zambia                                                                | 1 – 1                                                                 | Botswana                                                              | COSAFA Cup 2022 - Quarti di finale                                    | -                                                                     |                                                                       |
| 15-7-2022                                                             | Umlazi                                                                | Zambia                                                                | 4 – 3                                                                 | Senegal                                                               | COSAFA Cup 2022 - Semifinale                                          | -                                                                     |                                                                       |
| 17-7-2022                                                             | Durban                                                                | Namibia                                                               | 0 – 1 (dts dtr)                                                       | Zambia                                                                | COSAFA Cup 2022 - Finale                                              | -                                                                     |                                                                       |
| 24-7-2022                                                             | Maputo                                                                | Mozambico                                                             | 0 – 0                                                                 | Zambia                                                                | Qual. CHAN 2022                                                       | -                                                                     |                                                                       |
| 30-7-2022                                                             | Lusaka                                                                | Zambia                                                                | 0 – 1                                                                 | Mozambico                                                             | Qual. CHAN 2022                                                       | -                                                                     | 40’                                                                   |
| 23-9-2022                                                             | Bamako                                                                | Mali                                                                  | 1 – 0                                                                 | Zambia                                                                | Amichevole                                                            | -                                                                     |                                                                       |
| 26-9-2022                                                             | Bamako                                                                | Mali                                                                  | 0 – 0                                                                 | Zambia                                                                | Amichevole                                                            | -                                                                     |                                                                       |
| 17-11-2022                                                            | Petah Tikva                                                           | Israele                                                               | 4 – 2                                                                 | Zambia                                                                | Amichevole                                                            | -                                                                     |                                                                       |
| 23-3-2023                                                             | Ndola                                                                 | Zambia                                                                | 3 – 1                                                                 | Lesotho                                                               | Qual. Coppa d'Africa 2023                                             | -                                                                     |                                                                       |
| 26-3-2023                                                             | Soweto                                                                | Lesotho                                                               | 0 – 2                                                                 | Zambia                                                                | Qual. Coppa d'Africa 2023                                             | -                                                                     | 88’                                                                   |
| 6-7-2023                                                              | Durban                                                                | Zambia                                                                | 0 – 1                                                                 | Malawi                                                                | Coppa COSAFA 2023 - 1º turno                                          | -                                                                     | 36’                                                                   |
| 14-7-2023                                                             | Durban                                                                | Sudafrica                                                             | 1 – 2                                                                 | Zambia                                                                | Coppa COSAFA 2023 - Semifinale                                        | -                                                                     | 89’                                                                   |
| 16-7-2023                                                             | Durban                                                                | Lesotho                                                               | 0 – 1                                                                 | Zambia                                                                | Coppa COSAFA 2023 - Finale                                            | -                                                                     | 89’                                                                   |
| 9-9-2023                                                              | Moroni                                                                | Comore                                                                | 1 – 1                                                                 | Zambia                                                                | Qual. Coppa d'Africa 2023                                             | -                                                                     |                                                                       |
| 12-10-2023                                                            | al-'Ayn                                                               | Egitto                                                                | 1 – 0                                                                 | Zambia                                                                | Amichevole                                                            | -                                                                     |                                                                       |
| 17-10-2023                                                            | Sharja                                                                | Zambia                                                                | 3 – 0                                                                 | Uganda                                                                | Amichevole                                                            | -                                                                     | 76’                                                                   |
| 17-11-2023                                                            | Ndola                                                                 | Zambia                                                                | 4 – 2                                                                 | Rep. del Congo                                                        | Qual. Mondiali 2026                                                   | -                                                                     |                                                                       |
| 21-11-2023                                                            | Marrakech                                                             | Niger                                                                 | 2 – 1                                                                 | Zambia                                                                | Qual. Mondiali 2026                                                   | -                                                                     | 88’                                                                   |
| 21-1-2024                                                             | San-Pédro                                                             | Zambia                                                                | 1 – 1                                                                 | Tanzania                                                              | Coppa d'Africa 2023 - 1º turno                                        | -                                                                     | 87’                                                                   |
| 23-3-2024                                                             | Lilongwe                                                              | Zambia                                                                | 2 – 2 (5 – 6 dtr)                                                     | Zimbabwe                                                              | Amichevole                                                            | -                                                                     |                                                                       |
| 10-9-2024                                                             | Ndola                                                                 | Zambia                                                                | 3 – 2                                                                 | Sierra Leone                                                          | Qual. Coppa d'Africa 2025                                             | -                                                                     |                                                                       |
| 11-10-2024                                                            | Ndola                                                                 | Zambia                                                                | 0 – 0                                                                 | Ciad                                                                  | Qual. Coppa d'Africa 2025                                             | -                                                                     |                                                                       |
| 15-10-2024                                                            | Yaoundé                                                               | Ciad                                                                  | 0 – 1                                                                 | Zambia                                                                | Qual. Coppa d'Africa 2025                                             | -                                                                     |                                                                       |
| 25-3-2025                                                             | Mosca                                                                 | Russia                                                                | 5 – 0                                                                 | Zambia                                                                | Amichevole                                                            | -                                                                     |                                                                       |
| Totale                                                                |                                                                       | Presenze                                                              | 51                                                                    |                                                                       | Reti                                                                  | 0                                                                     |                                                                       |